# Thief River Falls, Minnesota
Thief River Falls là một thành phố thuộc quận Pennington, tiểu bang Minnesota, Hoa Kỳ. Năm 2010, dân số của thành phố này là 8573 người.

## Dân số
- Dân số năm 2000: 8410 người.
- Dân số năm 2010: 8573 người.